# The Beatles Christmas Album
The Beatles Christmas Album (englisch: Das Beatles-Weihnachtsalbum) ist eine Kompilation der Beatles, erschienen im Jahr 1970. Sie fasst sieben Singles zusammen, die von 1963 bis 1969 jeweils zu Weihnachten an die Mitglieder des offiziellen Fanklubs versandt wurden. Genau wie diese Singles ist auch die Kompilation bisher nicht kommerziell veröffentlicht worden, sondern wurde lediglich Fanclubmitgliedern zugänglich gemacht.

## Urheberschaft und Aufnahme
Die ursprüngliche Idee für die Weihnachts-Singles stammt vom damaligen Pressesprecher der Beatles, Tony Barrow. Für die ersten drei Singles verfasste er in Teilen auch die Texte der gesprochenen Passagen, von denen John Lennon, Paul McCartney, George Harrison und Ringo Starr aber abwichen. Die letzten vier Singles basieren im Wesentlichen auf Improvisationen der Beatles selbst.
Die Singles aus den Jahren 1963 bis 1967 spielten die Beatles gemeinsam in den Abbey Road Studios beziehungsweise dem privaten Studio von Dick James ein, Produzent war George Martin. Die Singles aus den Jahren 1968 und 1969 nahmen die Beatles jeder für sich überwiegend zu Hause auf, ihre Beiträge wurden später von Kenny Everett zusammengeschnitten.
Die Singles beinhalten Grüße der Beatles an ihre Fans, kurze Sketche, surrealistisch anmutende Klangcollagen und Musik. Wobei die Musik – meist nur auf parodistische Weise angespielt – unter anderem aus traditionellen Weihnachtsliedern, Beatles-Liedern und Weihnachtsliedern von den Beatles selbst besteht.
Die Beatles klingen auf den frühen Singles sehr ausgelassen, geradezu aufgedreht. Bei den späteren Singles gleiten sie zunehmend ins Psychedelische ab.

## Veröffentlichungen
Der Beatles-Fanklub verschickte von 1963 bis 1969 kurz vor Weihnachten an seine britischen Mitglieder jeweils eine Flexidisc. Die US-amerikanischen Fanklub-Mitglieder erhielten ähnliche Singles im Dezember der Jahre 1964 und 1966–1969.
The Beatles Christmas Album wurde am 18. Dezember 1970 vom Label Apple exklusiv für den USA-Fanklub als LP veröffentlicht, die Version für den UK-Fanclub erschien mit identischer Titelliste als From Then To You. Zu diesem Zeitpunkt lag die Trennung der Beatles rund acht Monate zurück.
Als das Album zusammengestellt werden sollte, waren die Masterbänder der ursprünglichen Singles nicht auffindbar. Daher stellte Freda Kelly, die Sekretärin des Beatles-Fanklubs, ihre Originale für das Mastering des Albums zur Verfügung.
Das Album wurde in Großbritannien in einer Stereoversion und in den USA in einer Monoversion veröffentlicht.
In den folgenden Jahren gerieten zahlreiche Bootlegs dieser Kompilationen in Umlauf, die teilweise Bonustracks und Outtakes enthalten. Insbesondere die US-amerikanische Version wurde häufig illegal nachgepresst. Einige dieser Bootlegs erschienen in späteren Jahren auch als CD.
Am 15. Dezember 2017 wurden erstmals offiziell Nachpressungen der sieben britischen Weihnachtssingles in einer limitierten Box mit dem Titel Happy Christmas Beatle People! veröffentlicht. Statt als Flexidiscs wurden sie auf buntem Vinyl gepresst, das Artwork wurde den Originalcovern nachempfunden. In den Liner Notes sind unter anderem die damaligen Begleitschreiben der Beatles an die Fanklubmitglieder abgedruckt.

## Titelliste
Seite 1
| Nr. | Titel                                | Ursprüngliches Erscheinungsdatum | Länge |
| --- | ------------------------------------ | -------------------------------- | ----- |
| 1   | The Beatles Christmas Record         | 06. Dez. 1963                    | 05:00 |
| 2   | Another Beatles Christmas Record     | 18. Dez. 1964                    | 04:05 |
| 3   | The Beatles Third Christmas Record   | 17. Dez. 1965                    | 06:26 |
| 4   | Pantomime: Everywhere It’s Christmas | 16. Dez. 1966                    | 06:40 |

Seite 2
| Nr. | Titel                             | Ursprüngliches Erscheinungsdatum | Länge |
| --- | --------------------------------- | -------------------------------- | ----- |
| 5   | Christmas Time Is Here Again!     | 15. Dez. 1967                    | 06:10 |
| 6   | The Beatles 1968 Christmas Record | 20. Dez. 1968                    | 07:55 |
| 7   | Happy Christmas 1969              | 19. Dez. 1969                    | 07:42 |

Im Covertext von The Beatles Christmas Album werden die Titel der ursprünglichen Weihnachts-Singles nicht genannt; sie werden nur mit den entsprechenden Jahreszahlen angeführt. Generell weichen die Titel der Weihnachts-Singles auf den verschiedenen Veröffentlichungen leicht voneinander ab.

## Aufnahmedaten
| Nr. | Lied                                 | Aufnahmedaten      | Produzent / Toningenieur     | Studio | Musiker / Gastmusiker |
| --- | ------------------------------------ | ------------------ | ---------------------------- | --- | --- |
| 1   | The Beatles Christmas Record         | 17. Okt. 1963      | George Martin, Norman Smith  | Abbey Road Studio 2 | - John Lennon: Sprache - Paul McCartney: Sprache - George Harrison: Sprache - Ringo Starr: Sprache |
| 2   | Another Beatles Christmas Record     | 26. Okt. 1964      | George Martin, Norman Smith  | Abbey Road Studio 2 | - John Lennon: Sprache, Klavier, Gesang - Paul McCartney: Sprache, Gesang - George Harrison: Sprache, Gesang - Ringo Starr: Sprache, Gesang |
| 3   | The Beatles Third Christmas Record   | 08. Nov. 1965      | George Martin, Norman Smith  | Abbey Road Studio 2 | - John Lennon: Sprache, Gesang - Paul McCartney: Sprache, Gesang - George Harrison: Sprache, Gesang - Ringo Starr: Sprache, Gesang |
| 4   | Pantomime: Everywhere It’s Christmas | 25. Nov. 1966      | George Martin, Geoff Emerick | Dick James’ Studio | - John Lennon: Sprache, Gesang - Paul McCartney: Klavier, Sprache, Gesang - George Harrison: Sprache, Gesang - Ringo Starr: Sprache, Gesang - Mal Evans: Sprache                                                                                          |
| 5   | Christmas Time (Is Here Again)       | 28. Nov. 1967      | George Martin, Geoff Emerick | Abbey Road Studio 3 | - John Lennon: Trommel, Sprache, Gesang - Paul McCartney: Klavier, Sprache, Gesang - George Harrison: Akustikgitarre, Sprache, Gesang - Ringo Starr: Schlagzeug, Sprache, Gesang - Victor Spinetti: Sprache - Mal Evans: Sprache - George Martin: Sprache |
| 6   | The Beatles 1968 Christmas Record    | Nov. und Dez. 1968 | Kenny Everett                | Heimstudios von John Lennon, Paul McCartney, George Harrison und Ringo Starr; George Harrison nahm einen weiteren Teil in den USA auf. | - John Lennon: Sprache - Paul McCartney: Gitarre, Sprache, Gesang - George Harrison: Sprache - Ringo Starr: Sprache - Tiny Tim: Ukulele, Gesang - Mal Evans: Sprache - Yoko Ono: Klavier                                                                  |
| 7   | Happy Christmas 1969                 | Nov. und Dez. 1969 | Kenny Everett                | Heimstudios von John Lennon, Paul McCartney und Ringo Starr; George Harrison nahm seinen Teil in den Apple Studios auf.                | - John Lennon: Sprache, Mellotron, Gesang - Paul McCartney: Akustikgitarre, Gesang, Sprache - George Harrison: Sprache - Ringo Starr: Sprache, Akustikgitarre, Gesang - Yoko Ono: Sprache                                                                 |

## Covergestaltung
Die Albumcover der britischen und der US-amerikanischen Version unterscheiden sich grundsätzlich. Während From Then To You auf dem Cover der Weihnachts-Single The Beatles Christmas Record vom Dezember 1963 basiert, hat The Beatles Christmas Album ein neu kreiertes Cover, das in den ersten vier Reihen die einzelnen Beatles – oberste Reihe John Lennon, zweite Reihe Paul McCartney, dritte Reihe George Harrison, vierte Reihe Ringo Starr – auf jeweils fünf Bildern zeigt. Das erste Bild der jeweiligen Reihen stammt aus dem Jahr 1964, gefolgt von Fotos aus den Jahren 1967, 1968, 1969 und 1970. Die fünfte Reihe zeigt vier Bilder der Gruppe aus den Jahren 1964, 1967, 1968 und 1969. Im letzten Feld findet sich der Titel des Albums. Für die Zusammenstellung der Fotos war Robert Baumann verantwortlich.

## Rezension
- Der Musikkritiker Richie Unterberger schreibt über The Beatles Christmas Album: „Das sollte offiziell veröffentlicht werden.“[4]
- Das Musikmagazin Rolling Stone führt die Kompilation in einer Liste von 40 essenziellen Weihnachtsalben auf Platz zehn.[12]
- Die Musikdatenbank Allmusic vergibt drei von fünf möglichen Sternen. In der dortigen Rezension heißt es: „Eine interessante Kuriosität für Fans – wenn man es auch nicht unbedingt auflegen muss, um den Weihnachtsbaum zu schmücken.“[6]

## Sonstiges
John Lennon und Yoko Ono veröffentlichten 1971, knapp ein Jahr nach der Publikation von The Beatles Christmas Album, die Single Happy Xmas (War Is Over) – ein Weihnachtslied, das zugleich ein Protestsong ist. Es richtet sich gegen Krieg im Allgemeinen und gegen den Vietnamkrieg im Besonderen. Damit weist diese Single eine Parallele zu The Beatles Third Christmas Record auf, in der John Lennon eine kurze Kritik am Vietnamkrieg unterbrachte.